# Улица Карбышева (Балашиха)
У́лица Ка́рбышева — улица в микрорайоне Южный города Балашиха Московской области. Названа в честь генерала-лейтенанта инженерных войск Красной Армии, Героя Советского Союза Дмитрия Михайловича Карбышева (1880—1945).

## Описание
Отходит от Леоновского шоссе в восточном направлении. На левой стороне улицы находятся жилые дома западной части микрорайона Южный. С правой стороны расположены корпуса Московского областного онкологического диспансера (МООД).
В средней части улица Карбышева делает изгиб в южном направлении, после которого снова продолжается на восток. К югу от улицы расположена территория Военно-технического университета при Федеральном агентстве специального строительства (ВТУ). Заканчивается улица Карбышева на перекрёстке, где на север уходит улица Некрасова, а продолжением улицы Карбышева на восток служит улица Твардовского.

## Здания и сооружения
Нечётная сторона
- № 1 - жилой дом (кирпич соломенного цвета, 10 этажей, построен в 2002 году). Находится на пересечении с Леоновским шоссе. На первом этаже расположены организации по обслуживанию населения
- № 3 - жилой дом (кирпич соломенного цвета, 10 этажей, построен в 2002 году)
- № 7 - жилой дом (кирпич соломенного цвета, 14 этажей)
- №№ 9, 11 - жилые дома (серый кирпич, 9 этажей)
- № 13 - жилой дом (панель, 5 этажей)
- № 15 - детский сад № 34 «Рябинка» для детей с нарушением зрения
- № 17 - детский сад № 33 «Надежда»
- №№ 19, 21 - жилые дома (серый кирпич, 9 этажей)
- №№ 23, 25, 27 - жилые дома (панель, 5 этажей)

Чётная сторона
- № 2 - учебный корпус Российского государственного аграрного заочного университета и  Института коммерции, менеджмента и инновационных технологий[1]
- № 2А - сауна, гостиница (двухэтажное здание из красного кирпича)
- № 6 - Московский областной онкологический диспансер
- № 8 - Военно-технический университет[2]

## Общественный транспорт
По улице проходит несколько маршрутов общественного транспорта, следующих от автостанции «Южная» в мкр. Южный. Большинство из этих маршрутов поворачивают при выходе на Леоновское шоссе направо (на север), в сторону шоссе Энтузиастов. Только маршруты №№ 29, 51 и 338 следуют в южном направлении, в сторону Железнодорожного.
Городские маршруты
- № 2 — торговый центр «Макссити» (мкр. Южный) — Щёлковское шоссе (кольцевой маршрут, маршрутное такси)
- № 8 — мкр. Южный — автостанция «Звёздная» (кольцевой маршрут, автобус и маршрутное такси)
- № 10 - мкр. Южный - мкр. 1 Мая (автобус)
- № 15 — мкр. Южный — автостанция «Звёздная» (кольцевой маршрут, автобус и маршрутное такси)
- № 19 — мкр. Южный — микрорайон Гагарина (автобус)

Пригородные маршруты
- № 29 — автоколонна 1377 — Торбеево (автобус)
- № 51 — Балашиха-2 — Агрогородок (маршрутное такси)
- № 125 — метро «Новогиреево» — мкр. Южный (маршрутное такси)
- № 291 — метро «Шоссе Энтузиастов» — мкр. Южный (маршрутное такси)
- № 336 — метро «Партизанская» — мкр. Южный (автобус и маршрутное такси)
- № 338 — метро «Щёлковская» — станция «Железнодорожная» (автобус и маршрутное такси)
- № 396 — метро «Щёлковская» — мкр. Южный (автобус и маршрутное такси)